# NGC 2226
NGC 2226 — рассеянное скопление в созвездии Единорог. Открыто Барнардом в 1890 году. Является ядром скопления NGC 2225, известного со времён Гершеля. Группа рассеянных скоплений, включающая NGC 2225, NGC 2262 и ряд менее известных объектов, удалена от Земли на расстояние примерно в 4200 световых лет.
Этот объект входит в число перечисленных в оригинальной редакции «Нового общего каталога».